# En marge des marées
 (novembre 2022).
Si vous disposez d'ouvrages ou d'articles de référence ou si vous connaissez des sites web de qualité traitant du thème abordé ici, merci de compléter l'article en donnant les références utiles à sa vérifiabilité et en les liant à la section « Notes et références ».
En marge des marées (Within the Tides) est un recueil de nouvelles de Joseph Conrad édité  en 1915.

## Historique
En marge des marées est édité pour la première fois en 1915.
Comme dans Typhon et autres récits, le volume s'ouvre sur un texte d'une certaine ampleur (Le Planteur de Malata) avant de se poursuivre par une série de textes courts : L'Associé, L'Auberge des deux sorcières et À cause des dollars.
Il s'agit du dernier recueil de nouvelles publié du vivant de l'auteur. Toutes avaient été l'objet de publications antérieures dans des magazines, entre 1910 et 1914.

## Éditions en anglais
- Joseph Conrad, Within the Tides, le 24 février 1915 à Londres : Dent
- Joseph Conrad, Within the Tides, 1916, à New York : Doubleday, Page and Company

## Traduction en français
- En marge des marées (trad. Philippe Jaudel), dans Conrad (dir. Sylvère Monod), Œuvres  – IV, Gallimard, Bibliothèque de la Pléiade (1989)